# Дамян Мисков
Дамян (Даме) Павлов Мисков е български революционер, деец на Вътрешната македоно-одринска революционна организация.

## Биография
Дамян Мисков е роден в 1874 година в битолското село Смилево, тогава в Османската империя. Работи като кръчмар. Присъединява се към ВМОРО. Участва в Илинденско-Преображенското въстание през лятото на 1903 година като войвода на селска чета, участвала в сраженията край Смилево.
Негов подвойвода е Мито Колев Кръстев, а Христо Стамболджиев му е четник.
При избухването на Балканската война в 1912 година постъпва като доброволец в Македоно-одринското опълчение и служи в Нестроевата рота на 4 битолска дружина. По-късно емигрира в Русия.